# Willowsia nigromaculata
Willowsia nigromaculata is een springstaartensoort uit de familie van de Entomobryidae. De wetenschappelijke naam van de soort is voor het eerst geldig gepubliceerd in 1873 door Lubbock.